# Joe Edwards
Joe Frank Edwards (Richmond, 3 februari 1958) is een Amerikaans voormalig ruimtevaarder. Edwards zijn eerste en enige ruimtevlucht was STS-89 met de spaceshuttle Endeavour en begon op 23 januari 1998. Tijdens de missie werd het Russische ruimtestation Mir bezocht en werd er onderzoek gedaan.
Edwards werd in 1994 geselecteerd als astronaut door de ruimtevaartorganisatie NASA. In 2000 ging hij als astronaut met pensioen.